# Palazzo dell'Università (Cagliari)

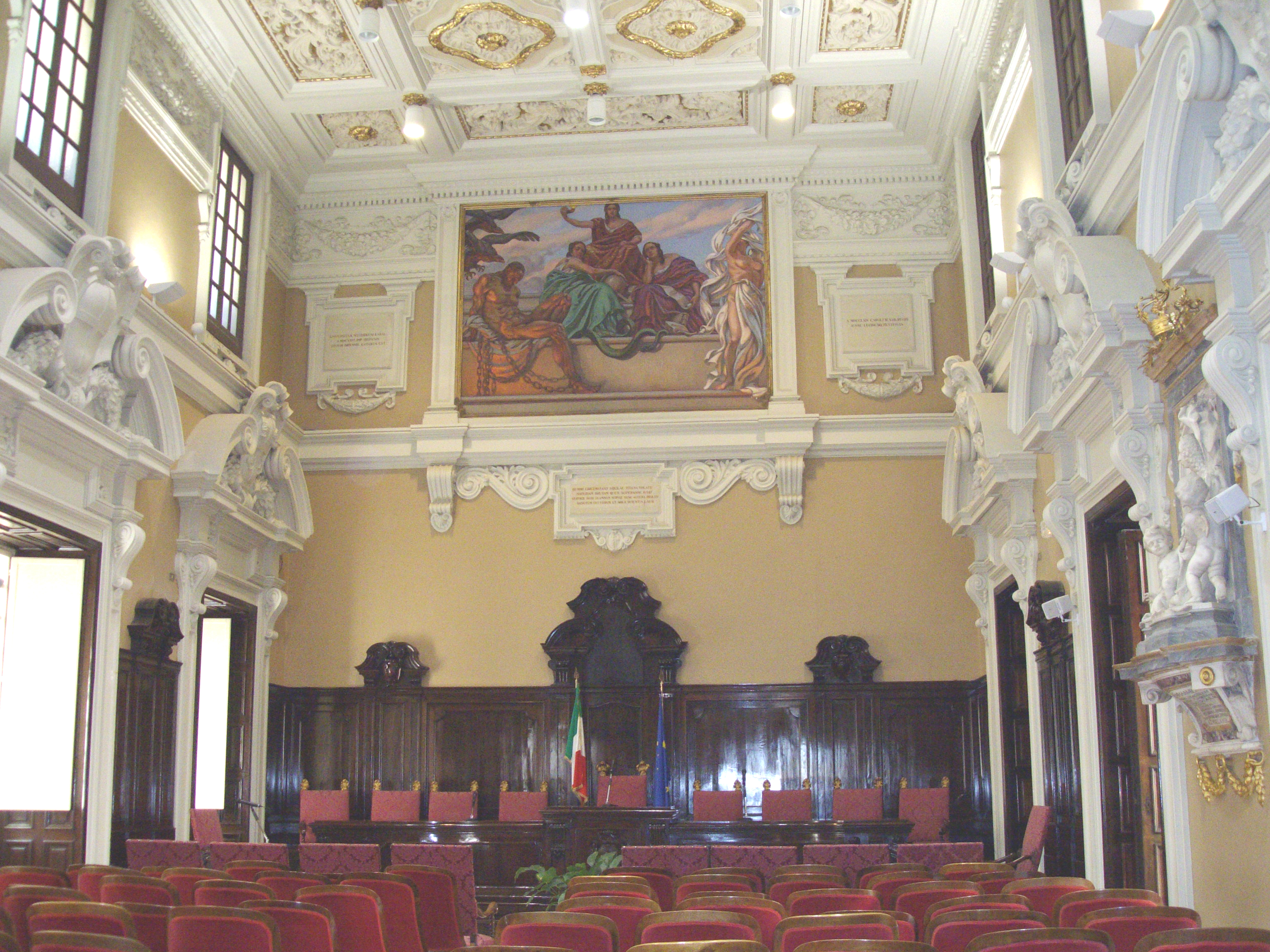
Aula magna

Il palazzo dell'Università, conosciuto anche come palazzo Belgrano, è un monumentale complesso architettonico di Cagliari, dove hanno sede gli uffici del rettorato dell'Ateneo cagliaritano e la biblioteca universitaria. Sorge in via Università, nel quartiere Castello.

## Storia
Nel suo progetto di riforma delle università sarde, il re Carlo Emanuele III volle anche la costruzione di una nuova sede dell'Ateneo cagliaritano. Incaricò della realizzazione l'ingegnere militare Saverio Belgrano di Famolasco. L'idea del sovrano prevedeva la realizzazione di un vasto polo culturale, con l'erezione del palazzo universitario, del seminario tridentino e di un teatro, nell'area soprastante il bastione del Balice. Di questo progetto originario, vennero realizzati solo i primi due edifici. La sede universitaria venne inaugurata nel 1770, mentre l'adiacente seminario venne terminato nel 1778. Quest'ultimo fu ceduto all'Università di Cagliari dall'arcivescovo Paolo Botto nel 1955.

## Descrizione
Il complesso presenta una lunga facciata, scandita da alte lesene, tra le quali si aprono le diverse finestre dei tre livelli nei quali si articola l'edificio. Alla base si aprono due portali, che immettono rispettivamente alla sede del rettorato e all'ex Seminario; il portale del rettorato è sormontato da un timpano curvilineo spezzato, mentre il portale del seminario, in stile tardobarocco, è posto in rilievo da una bella modanatura aggettante.
Internamente, i due palazzi si sviluppano ciascuno attorno a un cortile quadrangolare. Nell'atrio del rettorato, sono collocate quattro statue bronzee, acquisite a Firenze dall'Università nel 1964, tramite Rodolfo Siviero che doveva essere insignito della laurea honoris causa; le statue rappresentano allegoricamente, con fattezze di donna, la Filosofia (opera di Antonio Berti), la Giurisprudenza (opera di Bino Bini), la Medicina (opera di Mario Moschi, 1962), la Scienza e la Tecnica (opera di Francesco Messina). Nell'atrio è inoltre ospitata una statua, di epoca romana, che raffigura un personaggio togato privo della testa. Il piano superiore ospita gli uffici del rettore e la sontuosa aula magna, utilizzata per importanti cerimonie, come l'apertura dell'anno accademico. In questa vasta sala si trovano due grandi tele di Filippo Figari, il bassorilievo settecentesco raffigurante Carlo Emanuele III e il gonfalone ufficiale dell'Università di Cagliari con lo stemma.
Dal piano terra del palazzo del seminario, oggi sede della biblioteca universitaria, si accede a una cappella, con il soffitto affrescato. Il piano superiore ospita le sale e gli uffici della biblioteca, istituita nel 1765 e aperta nel 1792. La prima sede della biblioteca fu la cosiddetta "sala settecentesca", al primo piano del palazzo del seminario. La sala è di notevole interesse, avendo conservato gli arredi originari.
Gli ambienti del palazzo dell'ex seminario ospitano inoltre la collezione sarda Luigi Piloni.

## Galleria d'immagini

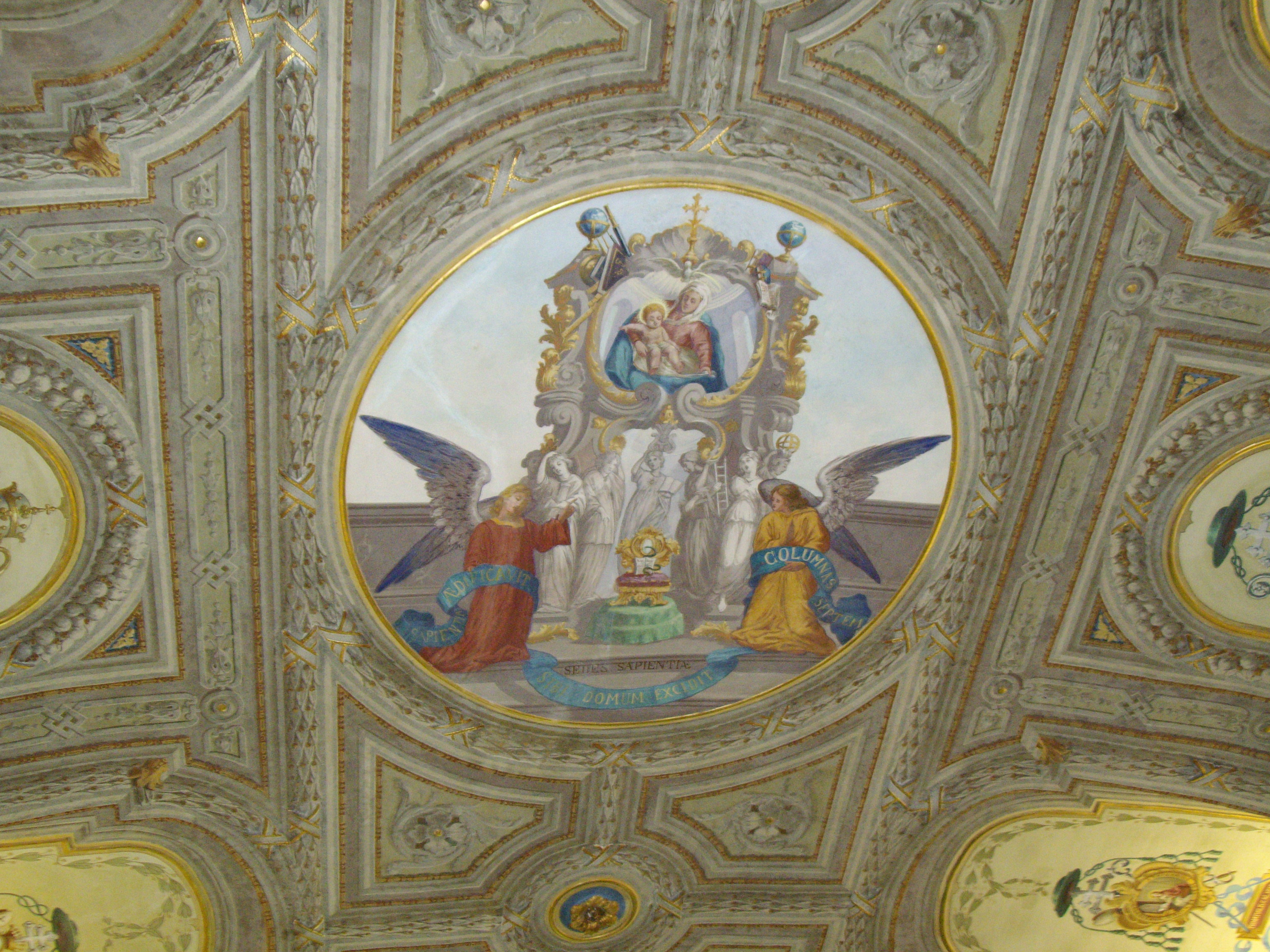
Affresco nella cappella
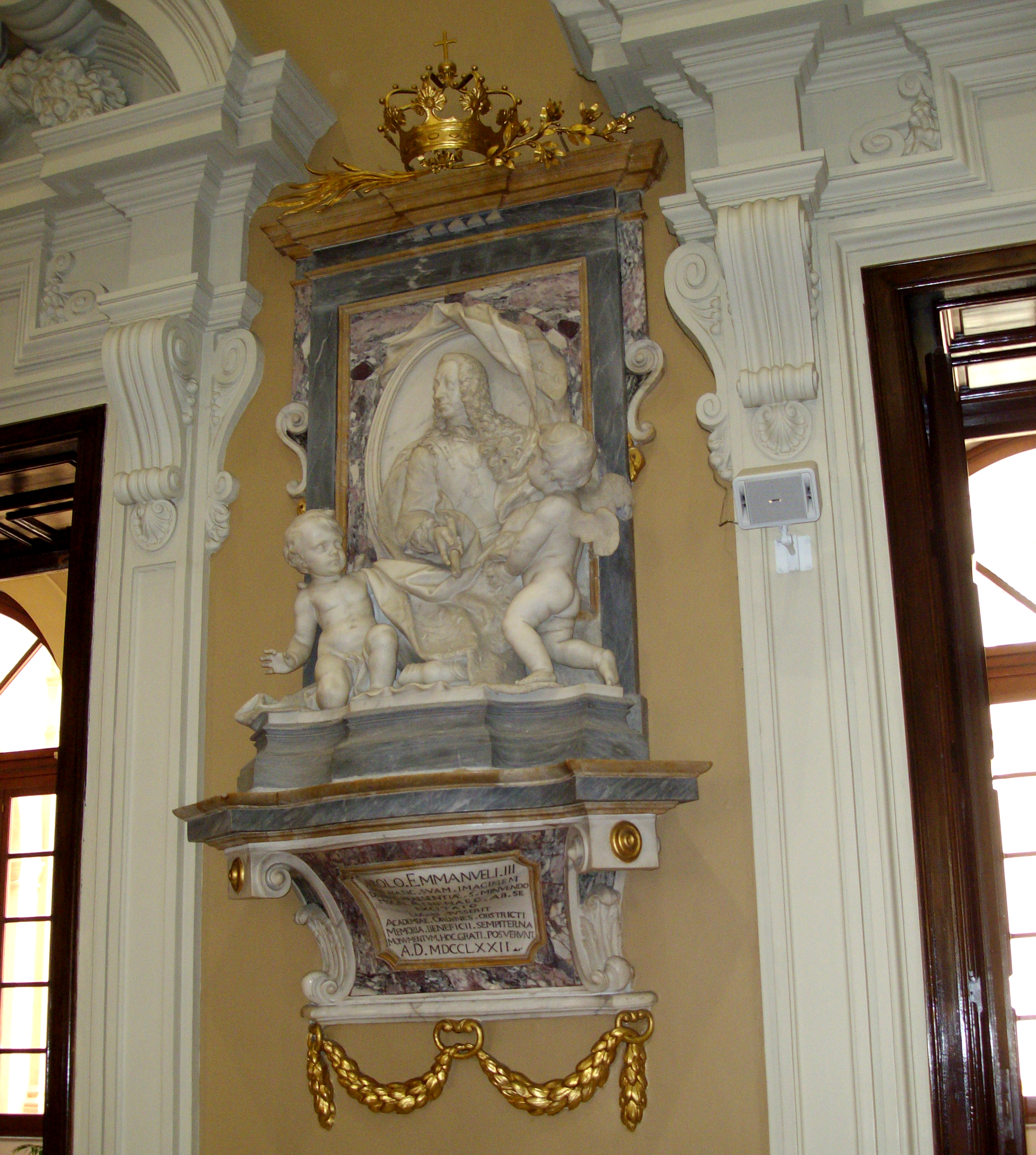
Aula Magna, particolare
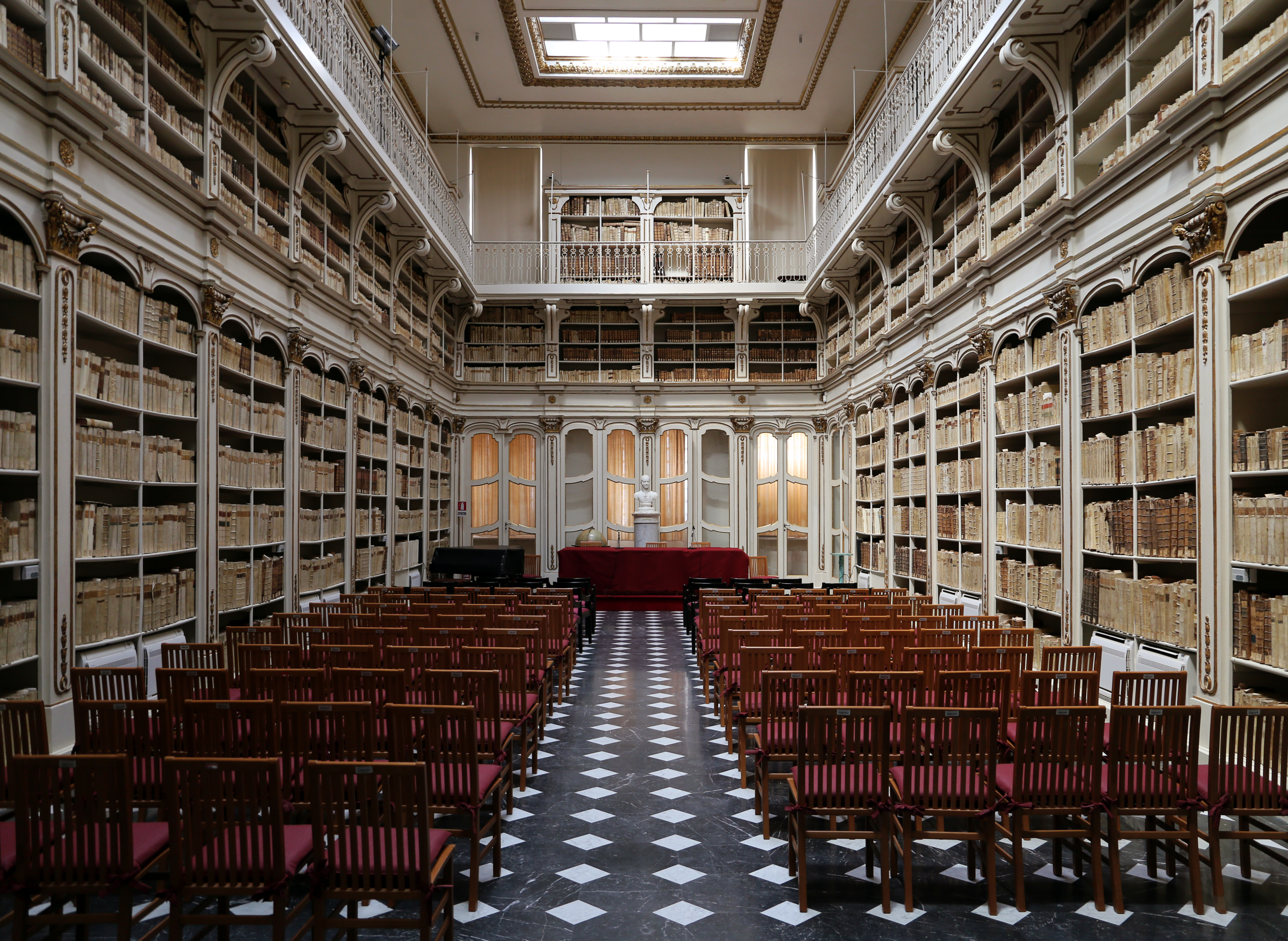
Biblioteca, sala settecentesca